# Physoplexis comosa
Physoplexis comosa är en klockväxtart som först beskrevs av Carl von Linné, och fick sitt nu gällande namn av Philipp Johann Ferdinand Schur. Physoplexis comosa ingår i släktet Physoplexis och familjen klockväxter. Inga underarter finns listade i Catalogue of Life.

## Bilder

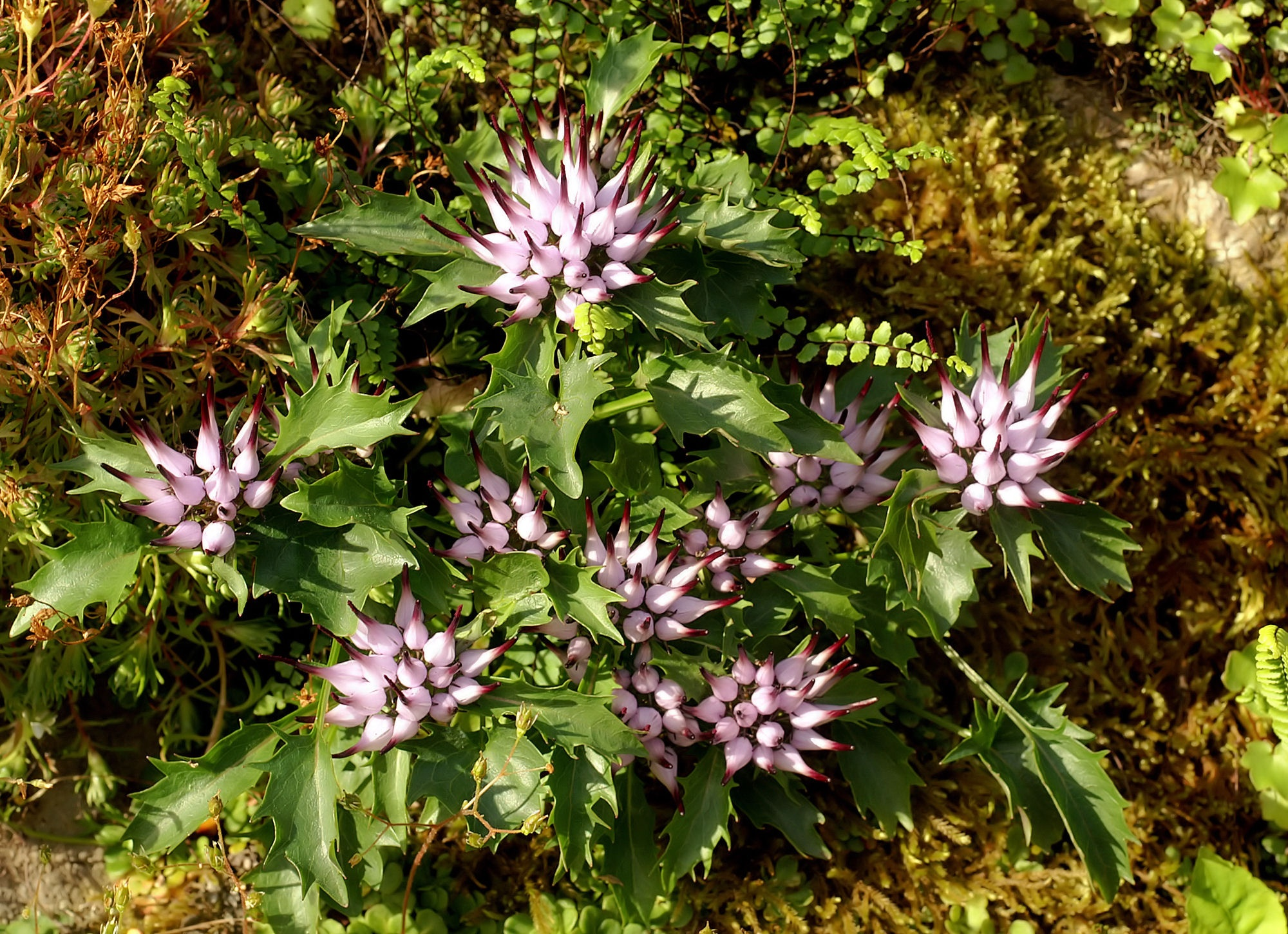
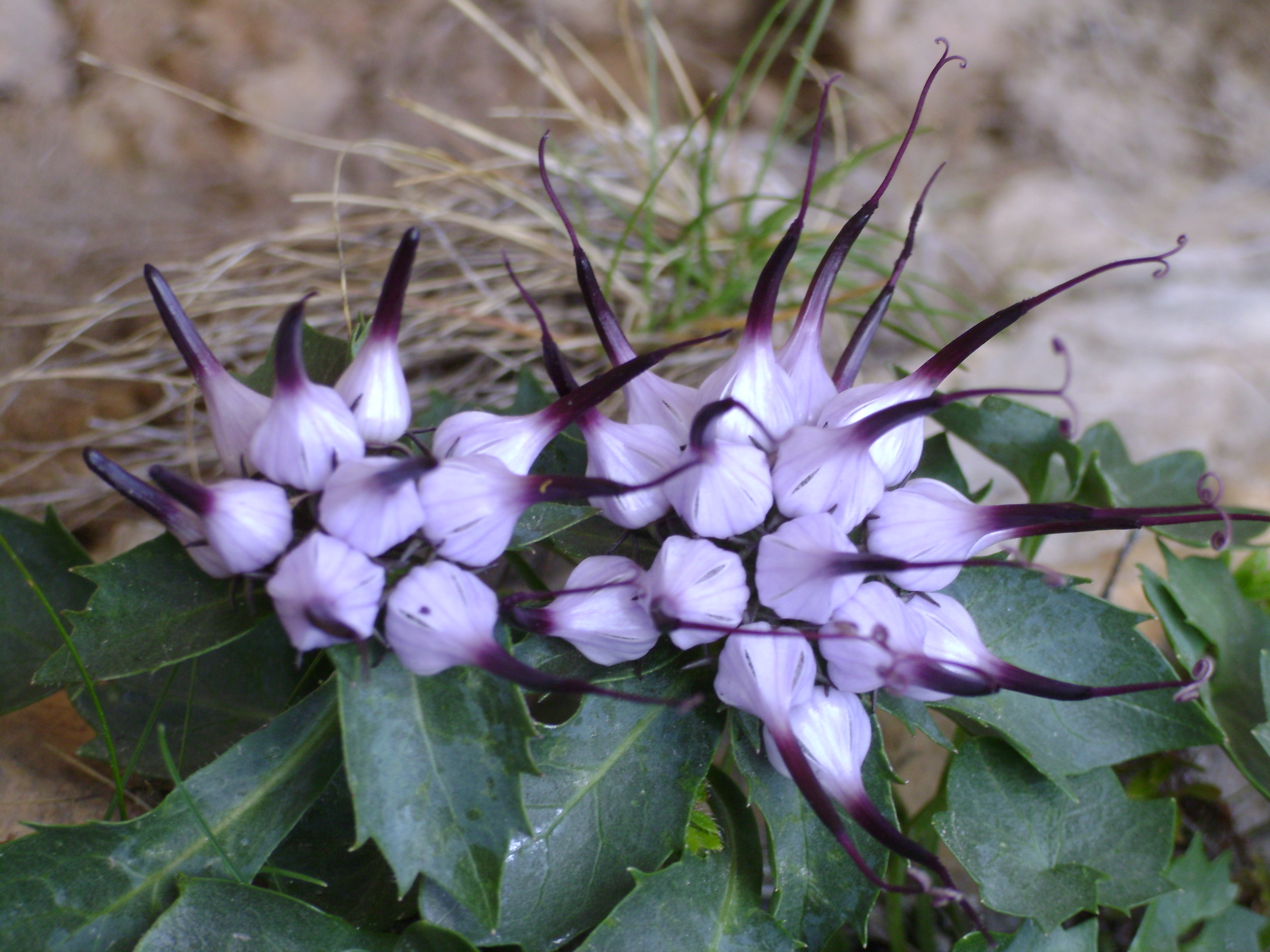
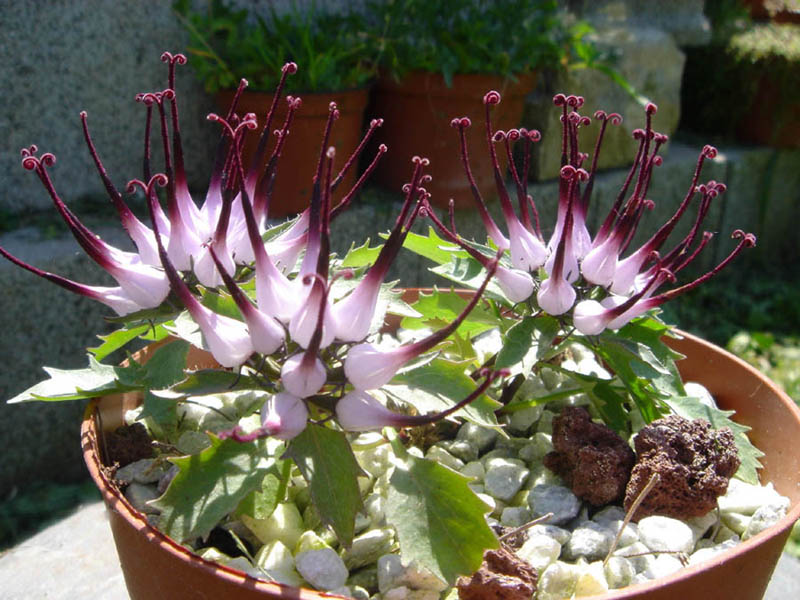
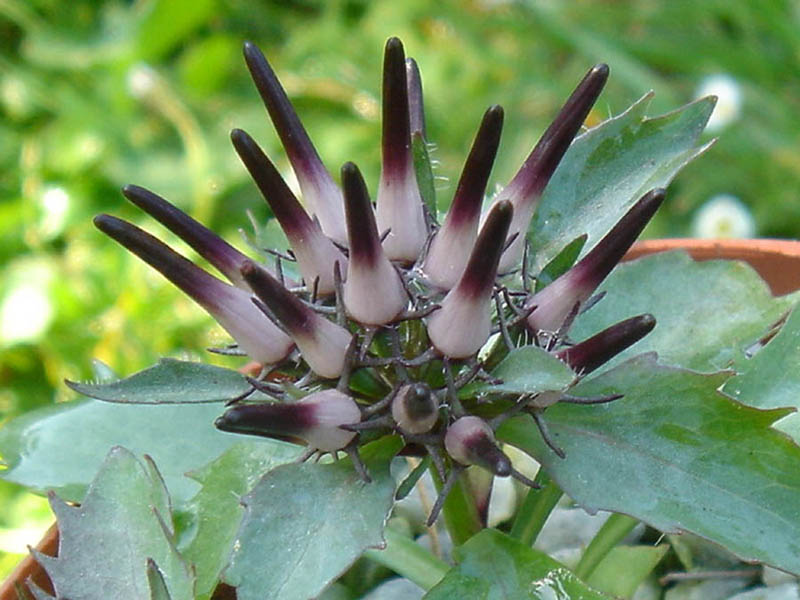
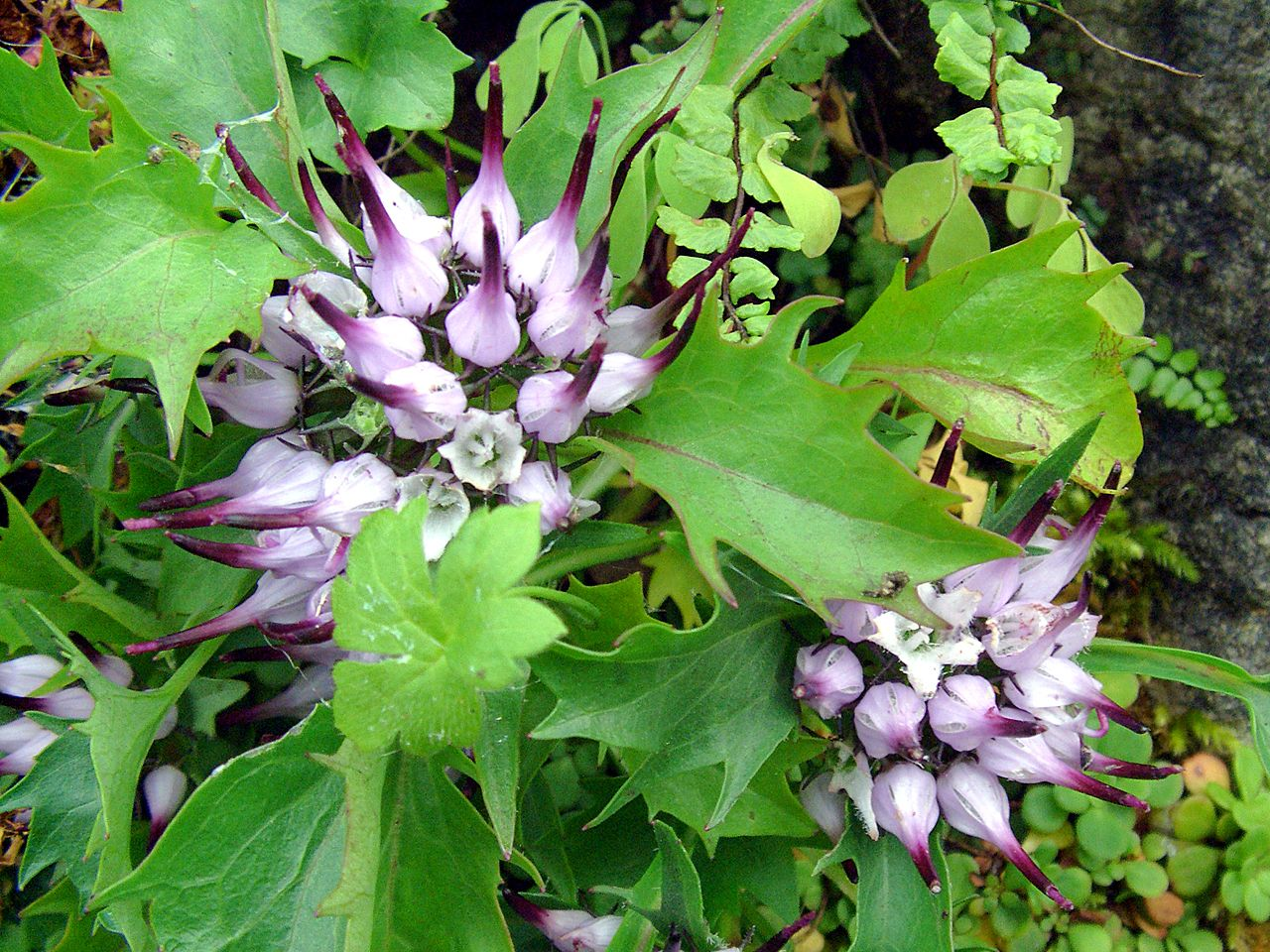